# ケラ&ザ・シンセサイザーズ
ケラ&ザ・シンセサイザーズ　は、日本の音楽グループ。
1995年、LONG VACATIONの活動休止後、元有頂天のケラと三浦俊一を中心に「80年代ニュー・ウェイヴの復権」を掲げ、結成。当初は「ザ・シンセサイザーズ」名義でアルバムも発売したが、2003年よりケラのバンドとわかりやすくするため「ケラ&ザ・シンセサイザーズ」名義となる。

## 略歴
1995年　活動開始当時は正式なバンド名が決まっておらず、「ポメラニアンズ」や「ジ・アフガンハウンズ」といった犬の種類の名前のバンド名でシークレットライブを行っていた。当時のメンバーはVo.ケラ、G.三浦俊一、Dr.チャコ、Key.三宅弘城、B.松田FIRE卓己、Tp.大坂結城。キーボードの三宅はナイロン100℃の役者で、キーボードはほとんど弾けずにライブ中バク宙をしていた。大坂はLONG VACATIONのサポートとしても参加していた事があり、松田FIRE卓己は以前三浦とレディオ・クリスマスというバンドをやっていた。
1996年　3月にナイロン100℃の「アリス・イン・アンダーグラウンド」にバンドとして出演。この公演の映像はリリースはされていないが、スカパー!のシアターテレビジョンで放送された。その後同じく3月にShibuya eggmanにてバンドとして初の公式ライブ。ライブ中に三宅命名によるザ・シンセサイザーズというバンド名がはじめて発表される。6月のShibuya O-EASTのライブを最後に、三宅と大坂は脱退。12月のライブからはキーボードにモノグラムの中井敏文がサポートとして参加する。
1997年　3月にShibuya O-WESTにて「ヒストリー・オブ・ジャパニーズ・ニューウェイヴ#1」と題したライブを行った。2部構成で1部はP-MODEL、ヒカシュー、PLASTICS、LIZARD、突然ダンボールといったバンドのカバー。2部が通常のライブ。
1998年　4月にバンド名を冠した1stアルバムをロードランナー・ジャパンより発売。発売記念で東名阪でのライブも行った。このツアーにてベースの松田FIRE卓己が脱退。以降のライブはサポート参加との報もあったが、その後のアルバムのレコーディングにも参加しており正確な脱退時期は不明。ちなみにこのアルバムに収録楽曲「1980」は当アルバムがリリースされるまでは歌詞ができておらず、P-MODEL楽曲「HEAVEN」の歌詞で歌われていた。
1999年　この年はDRIVE TO 2000やナイロン100℃の前座といったイベント参加のライブのみ。ベースは中村ムー哲夫がサポートで参加したりもしていた。
2000年　7月のライブでははじめてヤング100Vの杉山圭一がキーボードとして参加。この時はまだ中井敏文もサポートとして参加していたが、12月のワンマンライブからは中井は参加せず、キーボードは杉山のみとなった。
2002年　同年はザ・シンセサイザーズUNIT2名義でのライブのみ開催された。この日はトラック制作は関わったようであるが、三浦が参加しなかった唯一のライブであり、ケラ、杉山、松田FIRE卓己の3名でのライブであった。
2004年　3月には三浦が参加した形としては約3年ぶりのライブを2DAYSで行った。この時サポートはベースとしてfarmstayのアサウチが参加。10月のライブより、バンド名がザ・シンセサイザーズ➡ケラ&ザ・シンセサイザーズに変わった。この時のライブは腰痛のためドラムのチャコが欠席。かわりに三浦のバンドSONIC SKYのドラマーでもある鈴木友行が参加。ベースはアサウチに加え、松田FIRE卓己も久々に参加。 
2005年　3月に2ndアルバム「ナイト・サーフ」を発売。リリースは8年ぶりで、ケラ&ザ・シンセサイザーズ名義では初。同月クアトロにて発売記念のワンマンライブを行う。アルバムではチャコや松田FIRE卓己が参加しているものの、他バンドの活動もあり、以降のライブではメンバーが安定しない時期が続く。アルバムではアサウチはギターで参加。9月に行ったライブはケラ&ザ・シンセサイザーズUnit3名義でのライブで、メンバーはドラムが鈴木友行、ベースが内田雄一郎。ゲストで森若香織が参加した。
2006年　2月の空手バカボンとの対バンのライブは前年の鈴木友行、内田雄一郎というメンバーだったが、この時はUnit3とは名乗っていない。6月のライブではドラムが久々にチャコでベースが内田であった。6月には通算3作目・初のカバーアルバム「隣の女」を発売。また、10月にはシンセサイザー不在の為、ノーシンセサイザーズという名義でのライブがあった。メンバーはケラ、三浦、YANA、クボ・ブリュ（ex. 有頂天）。アンコールでコウ（ex. 有頂天）も参加した。
2007年　3月に3rdアルバム・初のフルアルバム「15ELEPHANTS」を発売。一時期は活動が停滞していたが、比較的コンスタントな活動を行っていくこととなる。アルバムはチャコ・ファイヤーでレコーディングされているが、この年のライブはドラム：YANA、ベース：平井義人であった。7月のCLUB QUATTROのライブでは、犬山犬子と麻生久美子がゲストで出演、その部分が「帰ってきた時効警察 DVD-BOX」の特典映像に収録。当日、見に来ていたオダギリジョーがステージに引っ張り出されるハプニングもあった。
2008年　この年、シンセサイザーズとしての活動はなかったが、キーボードが杉山から福間創に変わった形で、エレキバター名義の新バンドとしてライブが行われた。メンバーはケラ、三浦、福間、YANA、平井。だが、このエレキバターとしてライブを1度行っただけで消滅。翌年のシンセサイザーズに福間が加入したため、結果的にはエレキバターとシンセサイザーズは区別は何もなかった。
2009年　この年よりベースが元メトロノームのRIUに変更。キーボードはエレキバターから継続して福間、ドラムはYANAであった。
2010年　5月の「続々ケラリーノ・サンドロヴィッチ・ミューヂック・アワー」でのライブよりドラムにtokyo pinsalocksのReikoが参加。10月に新曲のみの4thアルバム「Body and Song」を発売。
2011年　10月に初収録曲やリメイク曲含む初のベスト・アルバム「ザ・ベスト・オブ・ケラ＆ザ・シンセサイザーズ」発売。
2013年　1月にケラ&ザ・シンセサイザーズUNIT4名義でのライブ。前述メンバー2名の都合がつかなかった為、ケラ・三浦・Reikoに加え、ベースに中尾憲太郎、オルガンにみんみんが参加。シンセサイザーズなのにシンセ無しの特別編成でのライブだった。
2014年  1月よりニューアルバムのレコーディングの中、2月26日に三浦・福間がTwitterで突然の脱退を発表。福間は昨年12月のライブを最後に脱退していたとのことだが、三浦の脱退発表を機に公表する事となった。代りに元メンバーの杉山が正式復帰。前述の1月のレコーディングより復帰していたが5月16日の本人の誕生日にTwitterで発表。10月に行われた三浦脱退後の初ライブではCOU（ex. 有頂天）、澄田健、成毛慎吾がサポート・ギターで参加。アンコールではGLAYのHISASHIも参加。
2015年  昨年、三浦の脱退などもあり中断していたレコーディングを2月より再開。ギターについては8人のゲスト・ギタリストを迎える形で5年ぶりの5thアルバムがようやく完成・6月に「BROKEN FLOWER」として発売。参加したゲスト・ギタリストは白井良明、岸田繁、ハヤシ（POLYSICS）、田渕ひさ子、成毛慎吾、小林写楽（FLOPPY）、澄田健、伏見蛍の8人。7月にはアルバム発売・結成20周年を記念したライブをゲストに田渕ひさ子、ハヤシ、福間創らを迎え新宿LOFTで行った。
2022年　2018年2月開催のライブを最後にシンセサイザーズは活動休止状態だったが、6月にKERA & Broken Flowersという新バンドを結成・LIVEを行う。メンバーはケラ（Vo.）田渕ひさ子（G.）かわいしのぶ（B.）ハラ ナツコ（管楽器他）REIKO（打楽器）杉山ケイティ（鍵盤・プログラミング）。

## 作品

### アルバム
- 1998年「ザ・シンセサイザーズ」（「ザ・シンセサイザーズ」名義）（ナゴムレコード）
  - 発売元：ロードランナー・ジャパン
- 2005年「ナイト・サーフ」（bluemerle）
  - 発売元：UK PROJECT
- 2006年「隣の女（カバー）」（bluemerle/delfi）
  - 発売元：スリーディーシステム
- 2007年「15ELEPHANTS」（bluemerle/delfi）
  - 発売元：BounDEE
- 2010年「Body and Song」（電子音楽部）
  - 発売元：BounDEE
- 2011年「ザ・ベスト・オブ・ケラ&ザ・シンセサイザーズ（ベスト）」（電子音楽部）
  - 発売元：BounDEE
- 2015年「BROKEN FLOWER」（ナゴムレコード）
  - 発売元：ウルトラ・ヴァイヴ

### シングル
- 2006年「噂の男」（パルコ）
  - 同名芝居のテーマ曲CDでフレッド・ニールのカバー「うわさの男（Everybody's Talkin'）」を収録

### オムニバス
- 2006年「The Very Best Covers Of 有頂天」
  - 有頂天のトリビュート・アルバム。「マリオネットタウンでそっくりショー」を収録
- 2009年「Shout at YUMING ROCKS」
  - ユーミンのトリビュート・アルバム。「中央フリーウェイ(mix for 80’s)」を収録
- 2016年「ケラリーノ・サンドロヴィッチ・ミューヂック・アワー2013」
  - 2013年にLOFT4DAYSにて行ったライブより「心の旅」「BODY and SONG」「夜のスポーツ」「機械じかけの子供たち」「オハヨウ ft. 平沢進」「やっつけ仕事 ft. 平沢進」「ケムリの王様」を収録。またボーナス・ディスクには過去のライブ音源より「chaco新曲（未発表曲）」「ダンプ・セサミ・ダンプリング」「短さについて」も収録。

### その他
- 1995年「LONG VACATION'S BOOTLEG #1」（カセット）
  - ロンバケファンクラブ配布カセット。ポメラニアンズ（仮称）によるリハーサルテイクとして「展開図」を収録。初期メンバー唯一の音源。
- 2005年「ねじりの法則」（CD-R）
  - 2005年9月のライブの前売web予約者特典。2005年3月のライブテイク。
- 2006年「猿の左手象牙の塔／そのテはないよ」（CD-R）
  - 「隣の女」と「筋肉少女帯ナゴムコレクション」のHMVでの同時購入者用特典。筋肉少女帯とのスプリット盤。「そのテはないよ」のライブテイクを収録
- 2006年「I’m Pround EP」（Maxi CD）
  - HONDALADYのマキシシングルにザ・シンセサイザーズ名義のリミックスを収録。ケラは不参加のため、あえてザ・シンセサイザーズ名義。
- 2007年「帰ってきた時効警察 オリジナル・サウンドトラック+」（CD）
  - 同名TVドラマのサントラ。Disc2の3曲の演奏がケラ&ザ・シンセサイザーズ。歌は三日月しずか（麻生久美子）。
- 2007年「帰ってきた時効警察 DVD-BOX」（DVD）
  - 同名TVドラマのDVD-BOXの特典映像として、三日月しずか（麻生久美子）シークレットライブを収録。こちらは、ケラ&ザ・シンセサイザーズのライブにゲスト出演した時のライブ映像となっている。
- 2007年「INU CAFE」（CD）
  - 犬山犬子のCD。Disc2は演奏・編曲ケラ&ザ・シンセサイザーズ。
- 2010年「オンガク　COSMO-SHIKI remix」（CD-R）
  - 「Body and Song」のメカノでの購入特典CD-R。COSMO-SHIKIによるリミックス音源。
- 2011年「カメラ=万年筆スペシャル・エディション」（CD）
  - ムーンライダーズのCDのDisc2のリミックス集に参加。「２４時間の情事」のケラ&ザ・シンセサイザーズリミックスを収録。リミックスだが、ケラのボーカルなども追加されている。
- 2015年「ケラ&ザ・シンセサイザーズ/有頂天　特典カラオケディスク」（CD-R）
  - 「BLOKEN FLOWER」と同時発売の有頂天「lost and found」のタワーレコードでの同時購入特典。4曲入りでシンセサイザーズは「真夜中のギター」と「BROKEN FLOWERS」のカラオケを収録。
- 2021年「まるで世界」(LP)
  - カバー曲のみを収録したケラのソロ・アルバム。LPのみのボーナス・トラック5曲のうち3曲が1997年3月のザ・シンセサイザーズのLIVEでのテイク。収録曲は「変なパーマネント（突然段ボール）」「マスク（ヒカシュー）」「Row Hide（あぶらだこ）」。